# Юность (клуб по хоккею с мячом)
«Ю́ность» — команда по хоккею с мячом из Омска.

## История
Команда была создана во время войны при Омском машиностроительном заводе (впоследствии — ПО «Полёт»). До 1969 года выступала в чемпионате города. После того, как было принято решение предоставить Омску место во второй группе класса «А», руководство города приступило к формированию команды мастеров за счёт привлечения хоккеистов из других городов.
В 1972 году «Юность» выигрывает вторую группу и переходит в класс сильнейших, но сразу же выбывает. В 1976 году коллектив вновь получает повышение в классе и три года выступает в высшем эшелоне чемпионате страны, прежде чем опять падает этажом ниже.
1983 год в третий раз приносит Омску место в высшей лиге, где команде удается окончательно закрепиться. Через пять лет под руководством Валерия Маслова «Юность» добивается лучших результатов в своей истории — 8-го места в чемпионате и выхода в полуфинал Кубка СССР. В 1990 году вместе с переименованием предприятия, «Юность» меняет своё название на «Полёт».
В 1992 году по финансовым причинам «Полёт» отказался от участия в Чемпионате России, основной командой города стала выступавшая во второй лиге СДЮШОР-18. Через год этот коллектив был переведён в первую лигу. В 1995 году областной спорткомитет берёт на себя содержание клуба, который получает историческое название «Юность» и спустя два сезона возвращается в высшую лигу.
в 2001 году команда занимает 15-е место в чемпионате и впервые добивается права выступить в плей-офф, где проигрывает уже в 1/8 финала чемпиону страны «Воднику». Двумя годами позже омичи занимают 12-е место и вновь уступают в первой стадии плей-офф.
В 2003 году из-за недостаточного финансирования было принято решение расформировать команду. С того момента «Юность» принимает участие лишь в первенстве России по мини-хоккею с мячом среди ветеранов.

## Достижения
- Чемпион РСФСР (1976, 1983)

В чемпионатах СССР
- Лучший результат — 8-е место (1988)
- Рекордсмен по числу игр — Юрий Самсонов (221)
- Лучший бомбардир — Андрей Кобелев (178 мячей)

В чемпионатах России
- Лучший результат — 12-е место (2003)
- Рекордсмены по числу игр — Андрей Кобелев и Т. Андреев (169)
- Лучший бомбардир — Сергей Удод (194 мяча)